# Mirga
Mirga es un género de foraminífero planctónico de estatus incierto, pero llegó a ser considerado un sinónimo posterior de Orbulina de la subfamilia Orbulininae, de la familia Globigerinidae, de la superfamilia Globigerinoidea, del suborden Globigerinina y del orden Globigerinida. Su especie tipo es Orbulina (Mirga) permiana. Su rango cronoestratigráfico abarca el Pérmico.

## Descripción
Su descripción podría coincidir con la del género Orbulina, ya que Mirga fue definido como un subgénero suyo y podría ser un sinónimo posterior. No obstante fue descrito en el Pérmico, por lo que su estatus es muy incierto.

## Discusión
Clasificaciones posteriores incluirían Mirga en la familia Orbulinidae. Mirga fue propuesto como un subgénero de Orbulina, es decir, Orbulina (Mirga).

## Clasificación
Mirga incluía a la siguiente especie:
- Mirga permiana